# Durchmesserzeichen
| ⌀                        | ⌀                     |
| Mathematische Zeichen    | Mathematische Zeichen |
| Arithmetik               | Arithmetik            |
| ------------------------ | --------------------- |
| Pluszeichen              | +                     |
| Minuszeichen             | −, ⁒                  |
| Malzeichen               | ⋅, ×                  |
| Geteiltzeichen           | :, ÷, /               |
| Plusminuszeichen         | ±, ∓                  |
| Vergleichszeichen        | <, ≤, =, ≥, >         |
| Wurzelzeichen            | √                     |
| Prozentzeichen           | %                     |
| Analysis                 |                       |
| Summenzeichen            | Σ                     |
| Produktzeichen           | Π                     |
| Differenzzeichen, Nabla  | ∆, ∇                  |
| Prime                    | ′                     |
| Partielles Differential  | ∂                     |
| Integralzeichen          | ∫                     |
| Verkettungszeichen       | ∘                     |
| Unendlichzeichen         | ∞                     |
| Geometrie                |                       |
| Winkelzeichen            | ∠, ∡, ∢, ∟            |
| Senkrecht, Parallel      | ⊥, ∥                  |
| Dreieck, Viereck         | △, □                  |
| Durchmesserzeichen       | ⌀                     |
| Mengenlehre              |                       |
| Vereinigung, Schnitt     | ∪, ∩                  |
| Differenz, Komplement    | ∖, ∁                  |
| Elementzeichen           | ∈                     |
| Teilmenge, Obermenge     | ⊂, ⊆, ⊇, ⊃            |
| Leere Menge              | ∅                     |
| Logik                    |                       |
| Folgepfeil               | ⇒, ⇔, ⇐               |
| Allquantor               | ∀                     |
| Existenzquantor          | ∃                     |
| Konjunktion, Disjunktion | ∧, ∨                  |
| Negationszeichen         | ¬                     |

Das Durchmesserzeichen oder Durchschnittszeichen ⌀ ist ein Zeichen, das in der ebenen Geometrie und in der Technik zur Bezeichnung von Durchmessern verwendet wird, sowie in Arithmetik und Statistik zur Bezeichnung von arithmetischen Mittelwerten.

## Verwendung

### Durchmesser
Das Durchmesserzeichen ⌀ wird häufig in technisch orientierten Texten und technischen Zeichnungen verwendet und dann dem Zahlenwert des Durchmessers vorangestellt, in technischen Zeichnungen ohne Leerzeichen zwischen Zeichen und Maßzahl. Beispielsweise bezeichnet „⌀10“ einen Durchmesser von 10 Längeneinheiten eines kreisförmigen, kugelförmigen oder zylindrischen Objekts.
In Textwerken darf laut DIN 5008 das Durchmesserzeichen vor oder nach der Maßangabe stehen, dabei soll zwischen Maßangabe und Durchmesserzeichen ein geschütztes Leerzeichen stehen. Als Beispiele sind angegeben:
- Ein Rohr mit 27 cm ⌀.
- Ein Rohr mit ⌀ 15 Zoll.

### Mittelwert
Als Durchschnittszeichen bezeichnet ⌀ das arithmetische Mittel einer Menge von Zahlen. Beispielsweise bezeichnet im Tabellenkopf oder in der Vorspalte einer Spielstatistik „⌀ Tore“ die durchschnittliche Zahl von Toren (pro Spiel) einer Mannschaft.

## Darstellung in Computersystemen
Die folgende Tabelle listet neben dem Durchmesserzeichen diverse ähnliche Zeichen, mit denen das Durchmesserzeichen nicht verwechselt werden sollte.
Die DIN 5008 erlaubt es, in Textwerken statt des Durchmesserzeichens ersatzweise den skandinavischen Großbuchstaben Ø zu verwenden.
| Zeichen | Unicode Codepunkt verlinkt auf den Unicodeblock | Bezeichnung/Beschreibung         | Dezimal- code | HTML- Entität  | LaTeX                                           | Tastatureingabe mit Belegung E1 |
| ------- | ----------------------------------------------- | -------------------------------- | ------------- | -------------- | ----------------------------------------------- | ------------------------------- |
| ⌀       | U+2300 diameter sign                            | Durchmesserzeichen               | 8960          |                | \diameter (erfordert z. B. das Paket „wasysym“) | – 7                             |
| ∅       | U+2205 empty set                                | Leere-Menge-Zeichen              | 8709          | &empty;        | \varnothing                                     | – =                             |
| Ø       | U+00D8 latin capital letter o with stroke       | Skandinavischer Großbuchstabe Ø  | 0216          | &Oslash;       | \O                                              | – O                             |
| ø       | U+00F8 latin small letter o with stroke         | Skandinavischer Kleinbuchstabe ø | 0248          | &oslash;       | \o                                              | – o                             |
| ⊘       | U+2298 circled division slash                   | Eingekreister Geteiltstrich      | 8856          | &osol; (HTML5) | \oslash                                         |                                 |